# Cesare De Sanctis
Cesare De Sanctis (Albano Laziale, 15 giugno 1824 – Roma, 27 gennaio 1916) è stato un compositore, direttore d'orchestra e trattatista italiano.

## Biografia
Musicista colto, si laureò in lettere e filosofia all'università di Roma e studiò musica alla scuola del compositore Raffaele Muti Papazzurri (1801-1858), fondatore fra l'altro dell'Accademia Filarmonica Romana (AFR). Si mise in evidenza come compositore già nel 1850 con una Messa in do minore: nel 1853 fu pertanto accolto nell'Accademia di Santa Cecilia dove nel 1860 divenne esaminatore degli organisti. Nel 1855 fu uno dei musicisti che si prodigarono presso la Sacra congregazione per gli Studi per l'istituzione di una nuova società musicale simile all'AFR, la quale era stata disciolta nel 1849 per difficoltà di ordine economico. L'iniziativa si concretizzò nella ricostituzione dell'Accademia Filarmonica Romana (4 gennaio 1856); nel primo concerto della rinata AFR venne eseguita una Sinfonia per orchestra del De Sanctis.
Nel 1859 De Sanctis fu maestro di cappella della Basilica di San Giovanni Battista dei Fiorentini. In questo periodo iniziò a collaborare con l'impresario Vincenzo Jacovacci, gestore dei due principali teatri romani, l'Apollo e l'Argentina. Oltre al  melodramma, De Sanctis, stimolato anche dalla presenza di Franz Liszt a Roma, si adoperò anche per la diffusione della musica strumentale in Italia. Assieme a Sgambati e Pinelli prese parte alla fondazione del Liceo di Santa Cecilia e della Società orchestrale romana impegnata nella diffusione della musica sinfonica in Italia.
Nel 1877 ottenne la cattedra al neocostituito Liceo musicale di S. Cecilia, dove insegnò armonia, contrappunto e fuga dal 1877 fino al 1915, quando ormai era ultranovantenne. Dall'esperienza didattica nacquero alcuni trattati fra cui l'importante La polifonia nell'arte moderna, pubblicato la prima volta nel 1888, ristampato più volte fino al 1994 e premiato a Bologna nel 1889. Si tratta di un'opera fondamentale: De Sanctis innovò la didattica della composizione musicale inserendo riferimenti alle tendenze della musica tardo-romantica, prestando attenzione alle combinazioni dissonanti, alla modulazione e all'armonia enarmonica, rimanendo tuttavia sempre nell'ambito della tonalità.
Gli è dedicata la Biblioteca di Albano Laziale

## Composizioni musicali
- Musica sacra per soli, coro e orchestra
- Messa da requiem per la commemorazione di Carlo Alberto (1872)
- Messa in do minore
- Messa in re minore
- Salmi (Dixit Dominus, Laudate pueri Dominum)
- Cum Sancto Spiritu, in forma di fuga
- Ouverture per grande orchestra
- Sinfonia per grande orchestra
- Composizioni per pianoforte